# Linepithema riograndense
Linepithema riograndense é uma espécie de formiga do gênero Linepithema.